# Muchomor obleczony
Muchomor obleczony (Amanita pachyvolvata (Bon) Krieglst.) – gatunek grzybów należący do rodziny muchomorowatych (Amanitaceae).

## Systematyka i nazewnictwo
Pozycja w klasyfikacji według Index Fungorum: Amanita, Amanitaceae, Agaricales, Agaricomycetidae, Agaricomycetes, Agaricomycotina, Basidiomycota, Fungi.
Po raz pierwszy opisał go w 1978 r. Marcel Bon, nadając mu nazwę Amanitopsis pachyvolvata. W 1984 r. German Joseph Krieglsteiner przeniósł go do rodzaju Amanita'' (muchomor). Synonim: Amanitopsis pachyvolvata Bon 1978. Internetowy atlas grzybów sugeruje, że Amanita pachyvolvata może być synonimem muchomora wielkopochwowego (Amanita magnivolvata), jednak według Index Fungorum są to odrębne gatunki.
Komisja ds. Polskiego Nazewnictwa Grzybów Polskiego Towarzystwa Mykologicznego zarekomendowała używanie nazwy muchomor obleczony w 2025 r.

## Morfologia
Kapelusz
Średnica 5–8(–11) cm, kształt początkowo półkulisty lub jajowaty, potem płaskowypukły, czasami popękany. Powierzchnia błyszcząca lub półlepka, ku brzegowi nieco oprószona, bardziej matowa ku środkowi, z prążkowanym i bruzdowanym brzegiem do 35±% promienia. Jest brudnoochrowy i jaśniejszy, brązowożółty ku brzegowi. Nie ma żadnych pozostałości osłony.
Blaszki
Kremowobiałe,białe lub żółtawobiałe, dość szerokie, z brzegiem strzępiastym lub lekko strzępiastym i ząbkowanym.
Trzon
Wysokość do 20 cm, grubość 1–3 cm, zwężający się ku górze, początkowo biały, następnie bardziej lub mniej szary lub żółtawoszary, pstrokaty. Brak pierścienia. Charakterystyczną cechą jest bardzo duża, biała, błoniasta i trwała pochwa.
Cechy mikroskopowe
Zarodniki 10,2–15 × 9,5–15 µm, kuliste, prawie kuliste lub szeroko elipsoidalne, w odczynniku Melzera nieamyloidalne. Sprzążkiu nasady podstawek rzadkie.
Gatunki podobne
Bardzo podobny jest muchomor wielkopochwowy (Amanita magnivolvata). Odróżnia się elipsoidalnymi zarodnikami.

## Występowanie i siedlisko
Znany jest tylko w Europie. Brak go w opracowanej przez Władysława Wojewodę „Krytycznej liście wielkoowocnikowych grzybów podstawkowych Polski”, ale jego stanowiska w Polsce podano w późniejszych latach.
Muchomory to naziemne grzyby mykoryzowe. We Francji, gdzie został po raz pierwszy opisany, rósł pod świerkami i jodłami, w Polsce notowany pod bukami.